# Dodô (labdarúgó, 1994)
Raphael Guimarães de Paula (Vespasiano, 1994. szeptember 5. –), ismert nevén Dodô, brazil labdarúgó, a Chapecoense középpályása.

## Sikerei, díjai
Atlético Mineiro
- Copa do Brasil: 2014
- Campeonato Mineiro: 2015